# 格雷泽-卡瓦尼昂
格雷泽-卡瓦尼昂（法語：Grézet-Cavagnan，法語發音：[ɡʁezɛ kavaɲɑ̃]）是法国洛特-加龙省的一个市镇，属于马尔芒德区。该市镇于1840年由原市镇格雷泽（Grézet）和卡瓦尼昂（Cavagnan）合并而成。

## 地理
格雷泽-卡瓦尼昂（44°23'1"N, 0°7'55"E）面积12.55 平方千米，位于法国新阿基坦大区洛特-加龍省，该省份为法国西南部内陆省份，北起多爾多涅省，西接吉倫特省和朗德省，南至热尔省，东临塔恩-加龙省和洛特省。
与格雷泽-卡瓦尼昂接壤的市镇（或旧市镇、城区）包括：圣马尔特、阿让通、布格隆、卡斯泰勒阿穆鲁堡、普西尼亚克、圣热姆-马尔塔亚克。

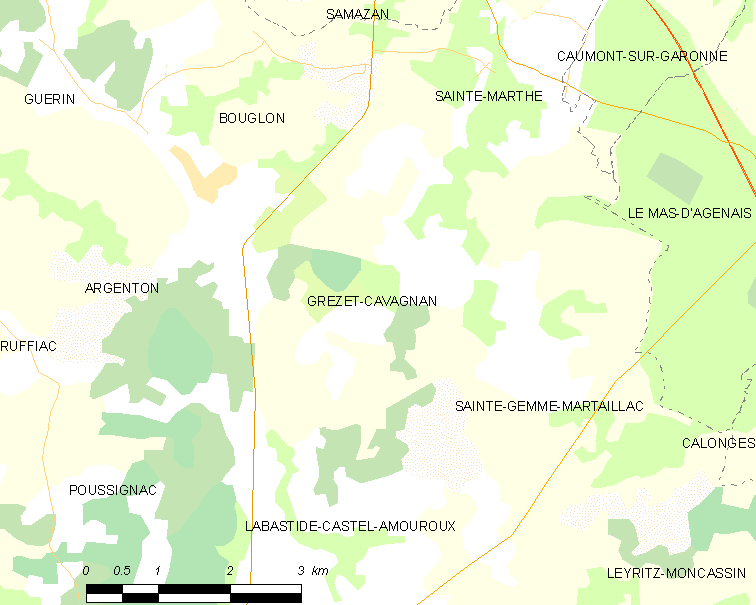
格雷泽-卡瓦尼昂的OSM定位图

格雷泽-卡瓦尼昂的时区为UTC+01:00、UTC+02:00（夏令时）。

## 行政
格雷泽-卡瓦尼昂的邮政编码为47250，INSEE市镇编码为47114。

## 政治
格雷泽-卡瓦尼昂所属的省级选区为加斯科涅森林县。

## 人口

1962-2008年间格雷泽-卡瓦尼昂人口变化图示

格雷泽-卡瓦尼昂于2022年1月1日时的人口数量为403人。